# Barranc d'Arceda
El Barranc d'Arceda és un torrent afluent per l'esquerra de la Riera de Sanaüja que realitza pràcticament tot el seu recorregut fent de frontera entre els termes municipals de Llobera i d'Olius. De direcció predominant cap a ponent, neix a poc menys de 400 metres d'altitud a llevant de la masia d'Arceda, a l'interior del terme municipal de Llobera dins del qual transcorren els 183 m inicials del seu curs (un 11,71% del total). Els 1.380 metres restants (el 88,29% del curs) transcorren fent de frontera entre els termes de Llobera i d'Olius.

## Xarxa hidrogràfica
La xarxa hidrogràfica del Barranc d'Arceda està integrada per setze cursos fluvials la longitud total dels quals suma 9.201 m. amb la següent distribució municipal: